# Судан на Олимпийских играх
Судан впервые принял участие в Олимпийских играх в 1960 году. В 1964 году Судан не участвовал в Играх, а в 1976 и 1980 годах бойкотировал их. Судан никогда не участвовал в Зимних Олимпийских играх. Спортсмены Судана завоевали одну олимпийскую медаль — на Играх в Пекине серебро завоевал Исмаил Ахмед Исмаил в беге на 800 метров.
НОК Судана создан в 1956 году и признан МОК в 1959.

## Медали
| Медаль  | Спортсмен           | Олимпийские игры | Вид             | Дисциплина     |
| ------- | ------------------- | ---------------- | --------------- | -------------- |
| Серебро | Исмаил Ахмед Исмаил | Пекин 2008       | Лёгкая атлетика | 800 м, мужчины |

## Медальный зачёт
| Игры       | Золото | Серебро | Бронза | Всего |
| ---------- | ------ | ------- | ------ | ----- |
| Пекин 2008 | 0      | 1       | 0      | 1     |
| Итого      | 0      | 1       | 0      | 1     |

## См.также
- Список знаменосцев Судана на Олимпийских играх
- Судан на Паралимпийских играх
- Судан на Универсиадах
- Судан на юношеских Олимпийских играх
- Судан на Африканских играх